# Zamek Marienburg

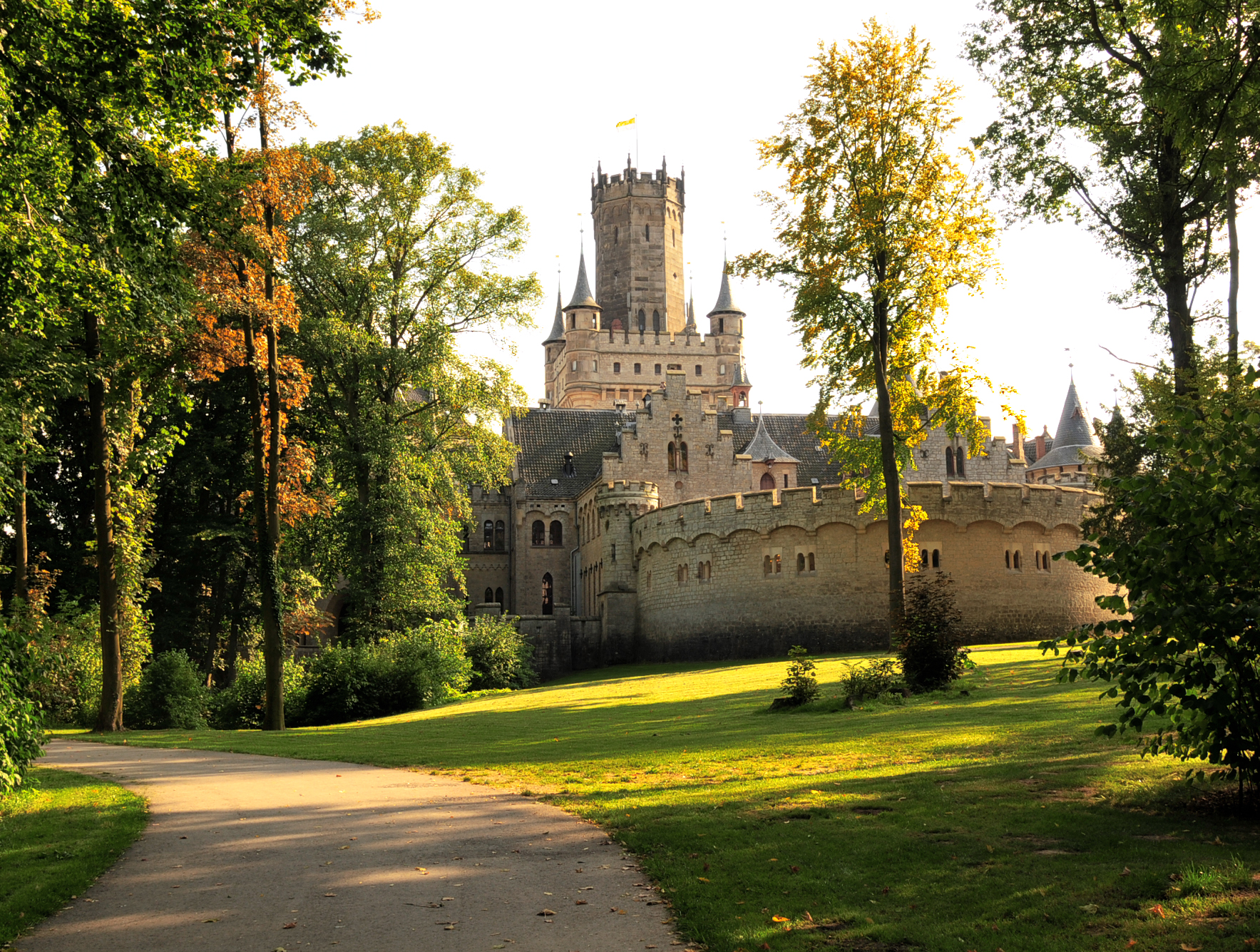
Wejście do zamku

Zamek Marienburg (niem. Schloss Marienburg) – neogotycki zamek książąt hanowerskich koło Nordstemmen w Dolnej Saksonii (Niemcy). 
Zamek położony jest nad południowo-zachodnim stokiem Góry Marii (niem. Marienberg), nad rzeką Leine, ok. 20 km na południe od Hanoweru. Wzniesiony w latach 1858–67 przez architektów tzw. Szkoły Hanowerskiej Conrada Wilhelma Hasego i Edwina Opplera. Obecnie (2008) nadal pełni funkcję rezydencji książąt Hanoweru. W części zamku urządzono muzeum wnętrz i historii Królestwa Hanoweru.

## Historia
W 1857 Jerzy V Hanowerski, ostatni król Hanoweru, podarował swojej żonie Marii ziemie położone na górze Schulenburger Berg w prezencie urodzinowym. Na cześć królowej nadał im nazwę Marienberg. W latach 1857–66 wybudował zamek, przeznaczony na letnią rezydencję małżonków. Budowla jest uważana za jeden z najważniejszych zabytków niemieckiego neogotyku. Styl ten przejawia się bardziej w kształcie niż w strukturze budowli, która miała wyglądać jak romantyczny zamek średniowieczny. 
Wielką czteroskrzydłową budowlę zaczął wznosić architekt Conrad Wilhelm Hase, którego w 1864 zastąpił Edwin Oppler. Budowa nie została ukończona – zajęcie królestwa Hanoweru przez Prusy w 1866 zatrzymało prace. Król Jerzy V został usunięty i wyemigrował do Austrii. Ekskrólowa Maria mieszkała na zamku jeszcze przez krótki czas, zanim nie wyjechała za swoim mężem na emigrację. Rodzina książęca wróciła tam dopiero w 1945. 
Dziś zamek nadal należy do książąt hanowerskich, gałęzi Welfów, najstarszej dynastii książęcej w Europie. Obecnie głową rodu i tytularnym królem Hanoweru jest książę Ernest August V Hanowerski (jego żoną jest Karolina Grimaldi księżna Hanoweru i księżniczka Monako). Obecność księcia na zamku sygnalizuje flaga książęca, wywieszana z tej okazji na głównej wieży zamku. 
Książę Ernest August udostępnił część swego zamku turystom. W historycznych salach zamku, przeznaczonych na muzeum, jest udokumentowane historia rodu Welfów i Królestwa Hanoweru. Oglądać można również pokoje zamieszkiwane przez ostatniego króla i królową Hanoweru, które nadal są kompletnie wyposażone, i poznać bliżej XIX-wieczne życie dworskie.
W dniach 6–15 października 2005 książę Ernest August zorganizował na zamku aukcję antyków i dzieł sztuki, będących własnością rodziny. Aukcja przyniosła około 44 mln euro. Wpływy zostały przeznaczone na renowację zamku. 
Sprzedano m.in. tryptyk malowany przez ucznia Lukasa Cranacha (za 180 tys. euro), parę empirowych waz z Petersburga (1690 tys. euro), historyczny mundur rosyjski (350 tys. euro), meble, broń, biżuterię, obrazy XVIII-wiecznych mistrzów i inne cenne przedmioty, przechowywane na strychach i w piwnicach zamku. Na licytację wybrali je dwaj synowie księcia: Ernest August i Krystian.